# Leonardo Van Dijl
Leonardo Van Dijl, né en 1991 à Courtrai (Belgique), est un réalisateur belge.

## Biographie
Leonardo Van Dijl est diplômé en 2015 de la LUCA School of Arts (Sint-Lukas) au campus de Bruxelles. Son projet de master, le court métrage Umpire, reçoit le VAF Wildcard au Festival international du court métrage de Louvain. Avec ce prix, il réalise le court métrage Stephanie, qui est nommé au Festival de Cannes et qui remporte un Ensor au Festival du film d'Ostende.
En 2024, Leonardo Van Dijl réalise son premier long métrage, Julie se tait (Julie zwijgt). Le film est présenté en première au Festival de Cannes 2024 et a sa première belge au Festival du film de Gand 2024. Le film est également sélectionné pour le prix du meilleur film en langue étrangère lors de la 96e cérémonie des Oscars.
Van Dijl a également réalisé des clips vidéo pour des groupes belges tels que School is Cool, Oscar and the Wolf et Clouseau.

## Filmographie
- 2014 : Get Ripped   (court métrage)
- 2015 : Umpire  (court métrage)
- 2020 : Stephanie   (court métrage)
- 2024 : Julie se tait

## Prix et nominations
| Année | Prix                                               | Catégorie                                                 | Film          | Résultat   |
| ----- | -------------------------------------------------- | --------------------------------------------------------- | ------------- | ---------- |
| 2024  | Prix Jo Röpcke                                     | Prix Jo Röpcke                                            | Julie se tait | Lauréat    |
| 2024  | Festival de Cannes                                 | Prix SACD                                                 | Julie se tait | Lauréat    |
| 2021  | Ensor                                              | Meilleur court métrage                                    | Stefanie      | Lauréat    |
| 2020  | Festival de Cannes                                 | Palme d'or du meilleur court métrage                      | Stefanie      | Nomination |
| 2015  | Festival international du court-métrage de Louvain | Wildcard VAF                                              | Umpire        | Lauréat    |
| 2014  | Outfest LA                                         | Grand Prix du Jury du Meilleur court métrage expérimental | Get Ripped    | Lauréat    |